# Grannar (låt)
"Grannar" är en hiphoplåt framförd av Just D som släpptes på singel 1992 och medföljde på deras tredje album Rock'n'Roll från samma år.

## Produktion
Produktionen är en blinkning till The Rolling Stones låt "Neighbours". Basgången är också en replika av gitarrmelodin från låten "Slave" från samma album som "Neighbors" ("Tattoo You").
I låten är dessutom maracasen från Björn J:son Lindhs låt "A Day At The Surface" samplad. Den innehåller också en sampling från Karl-Bertil Jonssons Julafton.